# Pierre-Olivier Mornas
Pour les articles homonymes, voir Mornas (homonymie).
 (juin 2017).
Si vous disposez d'ouvrages ou d'articles de référence ou si vous connaissez des sites web de qualité traitant du thème abordé ici, merci de compléter l'article en donnant les références utiles à sa vérifiabilité et en les liant à la section « Notes et références ».
Pierre-Olivier Mornas est un acteur, metteur en scène et scénariste français.

## Biographie
Il a étudié au Conservatoire National Supérieur d'Art Dramatique.

## Filmographie

### Acteur

#### Cinéma
- 1990 : Mado, poste restante
- 1992 : Les Années campagne : Le Rouquin
- 1992 : Riens du tout : Roger Blanchard (en tant que Pierre Olivier Mornas)
- 1993 : Justinien Trouvé, ou le bâtard de Dieu : Justinien
- 1996 : Rainbow pour Rimbaud : Louis
- 2000 : Antilles sur Seine : l'inspecteur Henry
- 2000 : L'Envol : tueur
- 2001 : La Boîte
- 2003 : Comme si de rien n'était : Thomas
- 2004 : Le Grand Rôle : Jérôme Saulnier
- 2005 : Cavalcade : le chef des Ciseaux
- 2006 : Toute la beauté du monde : Roland

#### Courts métrages
- 1996 : Hubert est mort
- 1996 : Mieux vaut s'en aller la tête basse que les pieds devant
- 1997 : Faites vos jeux
- 1997 : Mon jour de chance
- 1999 : Premier jour de printemps
- 2001 : Elle pleure pas
- 2005 : Le Personnage
- 2007 : Cuisine américaine
- 2013 : Expiration

### Télévision

#### Séries télévisées
- 1990 : Les Cinq dernières minutes : Boris
- 1990 : Navarro : Dany
- 1996-1998 : L'Histoire du samedi : Pascal / Olivier
- 2004 : La Crim' : Cervet
- 2007 : L'Hôpital : Édouard
- 2009 : R.I.S. Police scientifique : Hervé Gernot
- 2010 : La Commanderie : Perrin
- 2011 : La Pire Semaine de ma vie : Le Curé

#### Téléfilms
- 1990 : Meurtre en vidéo : Moped Owner
- 1996 : Tendre Piège : Jacques
- 1998 : Les Grands Enfants : Sebstien
- 1998 : Un mois de réflexion : Jacques Cornier
- 1999 : Maison de famille : Jacques Cornier
- 2003 : Trop plein d'amour : Seb
- 2007 : La locandiera : Fabrizio
- 2016 : Box 27 : Peyron
- 2019 : Le Pont du Diable de Sylvie Ayme : Eric Savignac
- 2021 : Le Furet de Thomas Sorriaux : Directeur banque du sperme

### Réalisateur

#### Cinéma
- 2003 : Comme si de rien n'était

#### Court métrage
- 2000 : On s'embrasse ?

#### Télévision

##### Séries télévisées
- 2003 : 19h10 pétantes

### Scénariste

#### Cinéma
- 2003 : Comme si de rien n'était
- 2012 : Le Sac de farine

#### Courts métrages
- 2000 : On s'embrasse ?
- 2001 : Elle pleure pas
- 2015 : Say Something

## Doublage

### Cinéma

#### Films
- 1999 : La Ligne verte : William « Billy the Kid » Wharton (Sam Rockwell)
- 2000 : Insomnies : Officier Stewart (Ben Shenkman)
- 2000 : Bootmen : Colin (Drew Kaluski)
- 2007 : 28 semaines plus tard : le sergent Doyle (Jeremy Renner)

## Théâtre

### Comédien
- 1998 : Popcorn de Ben Elton, mise en scène Stephan Meldegg, Théâtre La Bruyère
- 2005 : La Locandiera de Carlo Goldoni, mise en scène Alain Sachs, Théâtre Antoine
- 2008 : Les Deux Canards de Tristan Bernard, mise en scène Alain Sachs, Théâtre Antoine
- 2013 : 3 lits pour 8 d'Alan Ayckbourn, mise en scène Jean-Luc Moreau, Théâtre Saint-Georges
- 2017 - 2018 : La Garçonnière de Billy Wilder et I.A.L. Diamond, mise en scène José Paul, Théâtre de Paris
- 2017 : Comme à la maison de Bénédicte Fossey et Eric Romand, mise en scène Pierre Cassignard, Théâtre de Paris
- 2021 : L'Île des esclaves de Marivaux, mise en scène Didier Long, Théâtre de Poche Montparnasse

2025 : Gargantua de François Rabelais, mise en scène Anne Bourgeois, Théâtre de Poche Montparnasse

### Metteur en scène
- 2004 : Raiddingue de Lutz Hübner, Théâtre La Bruyère

## Distinctions
- Comme si de rien n'était :
  - Festival de La Ciotat : Prix du jeune Public, Prix spécial du Jury,
  - Le prix du public au Festival du film de Paris et de Saint-Malo, où il a également reçu la mention spéciale du jury.
  - Festival du Film d'Avignon : Prix SACD et Prix du Tournage 2003
  - Festival du Film de New York : Grand prix du public Le Roger 2004
  - Festival de Mons : Prix du jeune public.
  - Festival de Géménoz : Grand Prix du Jury
  - Festival de Albi : Grand Prix du Public.
- On s'embrasse? :                           
  - Festival de Cannes, 2001 : 1er prix (Prix SACD)
  - Festival de Beauvais 2001 : Prix du Public
  - Festival de Luchon 2001: Grand Prix
  - Festival de Cabourg 2001 : Prix d’interprétation masculine
  - Festival d'Aigues Mortes 2001 : Grand Prix du Jury
  - Festival de Moullin 2001 : Mention spéciale du Jury
  - Festival de Bristol 2001 : Grand Prix Pathé UK